# Dipsas vermiculata
Espèce
Statut de conservation UICN

 LC  : Préoccupation mineure
Dipsas vermiculata est une espèce de serpents de la famille des Dipsadidae.

## Répartition et habitat
Cette espèce se rencontre dans la région d'Amazonas au Pérou et en Équateur. On la trouve entre 400 et 1 450 m d'altitude. Elle vit dans la forêt tropicale humide ainsi que dans la forêt de nuage basse aux altitudes les plus élevés de son aire de répartition. Elle est présente uniquement à l'intérieur des forêts et jamais en lisière.

## Description
L'holotype de Dipsas vermiculata, un mâle, mesure 609 mm dont 188 mm pour la queue. Cette espèce présente une tonalité brun jaunâtre tacheté de brun sombre. Sa face ventrale est blanc jaunâtre taché de sombre. Le dessus de sa tête est fortement vermiculé de brun jaunâtre clair et de brun sombre.

## Étymologie
Son nom d'espèce, du latin vermiculātus, « en forme de ver », lui a été donné en référence au motif ornant sa tête.

## Publication originale
- Peters, 1960 : The snakes of the subfamily Dipsadinae. Miscellaneous Publications, Museum of Zoology, University of Michigan, no 114, p. 224 (texte intégral).